# St Anne, Guernsey
St Anne (engelska: Saint Anne) är en ort i kronbesittningen Guernsey. Den ligger i den nordöstra delen av landet. St Anne ligger 65 meter över havet. och antalet invånare är 2 000. Den ligger på ön Alderney och är där det största samhället.
Terrängen runt St Anne är platt.